# 火车西站街道
火车西站街道，是中华人民共和国新疆维吾尔自治区乌鲁木齐市头屯河区下辖的一个街道办事处。

## 行政区划
火车西站街道下辖以下地区：
车辆段路东社区、三十五户路社区、中枢路社区、东林街社区、沟西路社区、西园街社区、机务段路西社区、景明社区、秀丽社区、乾园社区、馨缘社区和西林社区。